# Маады, Болат Бурунааевич
Маады, Болат Бурунааевич (25.03.1942 — 22.09.2019) — поэт, автор поэтических сборников, член Союза писателей Тувы.

## Биография
Маады Болат Бурунааевич родился 25 марта 1942 г. в с. Ленинка Пий-Хемского кожууна Тувинской Народной Республики. Учился в школах с. Хадын, г. Туран, в школе № 2 г. Кызыла. После армии (1961—1964) работал монтером, каменщиком в «Кызылстрое». После окончания Кызылского государственного педагогического института работал учителем в Дерзиг-Аксынской вспомогательной школе. За заслуги в деле воспитания детей-сирот награжден Почетной грамотой Министерства образования, Почетной грамотой Законодательной Палаты РТ.

## Творчество
Первые стихи поэта «Кара-Талдар», «Авамга сос» были напечатаны в 1974 г. в газете «Тыванын аныяктары». Начинающего поэта приметил писатель Сергей Бакизович Пюрбю. Он был наставником поэта, поддержал и открыл дорогу в мир поэзии. С этого момента он начал печататься в газетах «Шын», «Тыванын аныяктары», в литературно-художественном альманахе «Улуг-Хем». Первый сборник стихов «Авамга сос» вышел свет в 1988 г. Второй сборник стихов «Ыдык дон» (Святой узел) был издан в 1996 году. Сборник стихов «Ыдык дон» включен в число лучших изданных книг Тувинского издательства. Изданы сборники стихов «Маажым бодал» (2002 г.), «Чалгын берген булун черим» (Родная земля, окрылившая меня, 2008 г.), «Эртип келген узун оруум» (2013 г.). Его стихи переведены на русский язык Галиной Принцевой, Саяной Ондур, Еленой Трушниковой. Член Союза писателей Республики Тыва. Ветеран труда.

### Основные публикации
Маады, Болат. Слово к матери : Стихи / Болат Маады. — Кызыл : Тувин. кн. изд-во, 1988. — 53,[1] с.; 16 см; ISBN 5-7655-0026-9
Маады, Болат. Святой узел : Стихи / Болат Маады. — Кызыл : Тувин. кн. изд-во, 1996. — 60,[1] с.; 15 см; ISBN 5-7655-0459-0
Маады, Болат Бузулааевич. Эртип келген узун оруум [Текст] : шүлүктер, шүлүглел / Болат Маады. — Кызыл : Ред. журнала «Улуг-Хем», 2013. — 69 с.
Маады, Б. Б. Авамга сөс: шүлүктер / Б. Б. Маады. — Кызыл: ТывНҮЧ, 1988. — 56 ар.
Маады, Б. Б. Маажым бодал : шүлүктер / Б. Б. Маады. — Кызыл: «Улуг-Хем» сеткүүлдүң б-казы, 2002. — 50 ар.
Маады, Б. Б. Чалгын берген булуң черим: шүлүктер / Б. Б. Маады. — Кызыл: ТывНҮЧ, 2008. — 63 ар.
Маады, Б. Б. Ыдык доң: шүлүктер / Б. Б. Маады. — Кызыл: ТывНҮЧ, 1996. — 60 ар.